# Neptuno (station)
Neptuno är en tunnelbanestation i tunnelbanesystemet Metro de Santiago i Santiago, Chile. Stationen ligger på linje 1. Den nästföljande stationen på samma linje i riktning mot Los Dominicos är Pajaritos och i andra riktningen är ändstationen San Pablo. 
Avenyn avenida Neptuno går parallellt med tunnelbanestationen vilket är anledningen till namnet på stationen. Avenida Neptuno har fått sitt namn från havsguden Neptunus i den romerska mytologin.